# Ocularia quentini
Ocularia quentini là một loài bọ cánh cứng trong họ Cerambycidae.